# Carl Brännberg
Carl Magnus Larsson Brännberg i riksdagen kallad Brännberg i Lysekil, född 20 december 1884 i Hjo, död 15 juni 1962 i Mölndal, var en svensk ombudsman och socialdemokratisk riksdagspolitiker.
Brännberg arbetade som filare och verkstadsarbetare 1903-1918, var ombudsman för socialdemokratiska arbetarpartiet 1918-1933. Från 1918 var han landstingsman i Göteborgs och Bohus län och från 1939 landstingets ordförande.
Han var bosatt i Lysekil och ordförande i Bohusläns socialdemokratiska partidistrikt från 1913. Han var ledamot av riksdagens andra kammare från 1923, invald i Göteborgs och Bohus läns valkrets. Ledamot av 1944 års kommitté för kommunal samverkan.
Brännberg var från 1933 ordförande i Bohuslän-Hallands erkända centralsjukkassa i Mölndal och från 1938 ledamot av sjukkassenämnden.